# Riu Guart
El Guart o Guard és un riu afluent de la Noguera Ribagorçana per la dreta. Està format per diversos barrancs que baixen de la serra del castell de Llaguarres, a prop de Benavarri. També rep per l'esquerra el riu de Queixigar, que fa de divisòria entre Estopanyà i Fet. Finalment desemboca a prop de Blancafort (la Noguera).